# Іващенко Федір Миколайович
Іва́щенко Фе́дір Микола́йович — радянський український режисер-документаліст.

## Біографія
Народився 17 лютого 1903 р. в селі Гнідинці Чернігівської області в родині селянина. Помер 26 серпня 1976 р. в Києві.
Закінчив Київський художній інститут (1930). Працював у кіно з 1929 р. Був художником, оператором мультиплікаційних фільмів Київської і Одеської кіностудій (створив фільми: «Формування колісних пар», «Гірничий комбайн», «Туберкульоз великої рогатої худоби», «Механізована гірка» та ін.).
В 1940—1968 рр. працював на Київській студії науково-популярних фільмів (начальник цеху мультиплікації, режисер-постановник наукових кінокартин: «Розповідь про кукурудзу», «Гібридизація кукурудзи» тощо).
Нагороджений медалями й значком «Отличник кинематографии СССР».
Був членом Спілки кінематографістів України.